# Władysław Bukowiński

Władysław Bukowiński, također i Ladislao Bukowinski i Vladislav Bukovinskij (22. prosinca 1904. – 3. prosinca 1974.), poljski katolički svećenik, misionar, žrtva NKVD-a i blaženik Katoličke Crkve. Tijekom II. svjetskoga rata više je puta uhićivan, a nakon rata osuđen na desetljeće prisilnoga rada u gulagu. Tijekom odsluživanja kazne premještan po logorima i zatvorima u Kazahstanu, te je u njima potajno slavio svete mise i udjeljivao sakramente zatvorenicima i kažnjenicima. Tri godine nakon odsluženja kazne i primitka sovjetskoga državljanstva, u prosincu 1958., ponovno je uhićen i u veljači iduće godine na namještenome sudskomu postupku osuđen na tri godine u radnomu logoru u Irkutsku. I prije drugoga uhićenja i nakon odsluženja druge kazne posvetio se pastoralnomu radu u Karagandinskoj biskupiji, u kojoj ostaje djelovati do smrti. Pokopan je u Katedrali Gospe Fatimske u Karagandi, u kojoj je 2016. i proglašen blaženikom, prvim s područja Kazahstana.